# 小行星13583
小行星13583（13583 Bosret）是一颗绕太阳运转的小行星，为主小行星带小行星。该小行星于1993年10月9日发现。

## 轨道参数
小行星13583的轨道半长轴为2.7316850 UA，离心率为0.032。